# Ali Akbar Khitai
Ali Akbar Khitai fou un escriptor persa que visqué pels volts de 1516.
En aquesta data va acabar una obra descrivint la Xina, escrita en persa (Khitay-nama) dedicada al sultà otomà Selim I i que després al morir (1520) va ser dedicada a Solimà I el Magnífic. Descriu la Xina per observació personal i dades recollides sobre el terreny, sense ser una descripció d'un viatge.